# Alpnachstad
Alpnachstad je součást obce Alpnach na břehu jezera Alpnachersee ve Švýcarsku v kantonu Obwalden. Východně od obce se do jezera Alpnachersee vlévá říčka Sarner Aa.

## Charakteristika
Významnou roli zde hraje doprava a turistický ruch. Již v dávných dobách zde bylo vybíráno mýtné a byl zde postaven i sklad pro překládku zboží. Vesnička má vlastní jezerní přístav, nádraží úzkokolejné dráhy Zentralbahn (dříve Brünigbahn) a dolní stanici horské ozubnicové dráhy Pilatusbahn.